# زبير زميت
زبير زميت(بالفرنسية: Zoubir Zmit)‏ هو لاعب كرة قدم جزائري ، ولد يوم 11 يونيو 1975 في مفتاح في الجزائر. يلعب حاليًا لمولودية قسنطينة في الرابطة الجزائرية المحترفة الثانية.

## روابط خارجية
- زبير زميت على موقع قاعدة بيانات كرة القدم.إي يو (الإنجليزية)
- زبير زميت على موقع Soccerway.com (الإنجليزية)
- زبير زميت على موقع عالم كرة القدم.نت (الإنجليزية)